# Raión de Novonikoláyevski
El raión de Novonikoláyevski (ruso: Новоникола́евский райо́н) es un distrito administrativo y municipal (raión) ruso perteneciente a la óblast de Volgogrado. Se ubica en el noroeste de la óblast. Su capital es Novonikoláyevski.
En 2021, el raión tenía una población de 20 016 habitantes.
El raión es limítrofe al norte con la óblast de Vorónezh y al noreste con la óblast de Sarátov.

## Subdivisiones
Comprende el asentamiento de tipo urbano de Novonikoláyevski (la capital) y 49 localidades rurales. De estas últimas, cinco son pedanías de la capital distrital y las restantes 44 se agrupan en los siguientes diez asentamientos rurales:
- Aleksikovski
- Verjnekardaílski
- Dvoinovski
- Dupliatski
- Komsomolski
- Krasnoarmeiski
- Kulikovski
- Mirni
- Serp i Mólot
- Jopiorski